# Compañía de Cazadores de Montaña 6
La Compañía de Cazadores de Montaña 6 «Capitán Claudio José Jurcszyszyn» (Ca Caz M 6) es una subunidad del Ejército Argentino (EA) con asiento en Primeros Pinos, Provincia de Neuquén. Pertenece a la VI Brigada de Montaña, 2.ª División de Ejército.

## Antecedentes
En los años 1940 el Ejército Argentino construyó unas instalaciones para albergar a los participantes del Curso de Baqueanos y Esquí en Primeros Pinos, un paraje situado a 30 km al oeste de Zapala, provincia de Neuquén. Esas instalaciones fueron mejoradas hasta que entre finales de los años 1960 y principios de los 70 se construyó un refugio para albergar una compañía. El Ejército convino que necesitaba una subunidad de esquiadores como la que ya poseía la VIII Brigada de Montaña en Puente del Inca: la Compañía 8. Los impulsores fueron los coroneles Juan Carlos Bellatti y Pedro Miguel De Pasquo.

## Historia
Por decreto, el 2 de enero de 1976 se creó el núcleo de la Compañía de Esquiadores, y el 18 de junio de 1977 se convirtió en subunidad independiente. Su primer jefe fue el entonces mayor Carlos Bertolini.
Desde 1984 los integrantes de la Compañía deben cursar en la Escuela Militar de Montaña.
En inspiración de los soldados que participaron del Cruce de los Andes al mando del teniente coronel Rudecindo Alvarado, el 1 de enero de 1986 cambió su nombre por «Compañía de Cazadores de Montaña 6» y cambió su nivel orgánico.
En el mismo 2013, las Compañías de Cazadores de Montaña 6 y 8 compartieron por primera vez un programa de ejercicios. Esto se llevó a cabo en el Cu Ej «Puente del Inca». Ascendieron los cerros Banderita Norte (4100 m s. n. m.), Tolosa (4600 m s. n. m.) y Santa Elena (5000 m s. n. m.).
En el año 2019 la Compañía rescató a un número de 11 andinistas perdidos en el cerro Atravesada.

## Nombre histórico
El capitán José José Jurczyszyn fue un oficial del Ejército Argentino que murió tras sufrir una descompensación mientras ascendió el cerro Mercedario.

## Ejercicios
En el año 2013, las Compañías de Cazadores de Montaña 6 y 8 compartieron por primera vez un programa de ejercicios. Esto se llevó a cabo en el Cu Ej «Puente del Inca». Se ascendió al cerro Banderita Norte (4100 m s. n. m.), se realizaron prácticas nocturnas y finalmente se ascendió a los cerros Tolosa (4600 m s. n. m.) y Santa Elena (5000 m s. n. m.).

## Actividades
Principales actividades realizadas por la Ca Caz M 6:
- Montañismo
- Cursillo de Adaptación a la Montaña Estival (CAME)
- Competencia Andina Estival (CAE)
- Cursillo de Adaptación a la Montaña Invernal (CAMI)
- Centro de Instrucción de Esquí de la GUC (CIE)
- Competencias Andinas Invernales (CAI)

### Misión subsidiaria
- Dictar cursos de supervivencia a organismos oficiales
- Dictar cursos de vida en la naturaleza para escolares y entidades públicas
- Apoyo a clubes y entidades deportivos en montaña
- Convenios con organismos oficiales de re-forestación y preservación del medio ambiente
- Rescates

## Patronazgo
Francisco de Asís es el santo patrono de la Compañía de Cazadores de Montaña 6, y se celebra el 4 de octubre. Una capilla se erige en su honor en los cuarteles de Primeros Pinos, en la provincia del Neuquén.